# HD 17156b
HD 17156b是一個環繞HD 17156的太陽系外行星。